# Berghaupten
Berghaupten település Németországban, azon belül Baden-Württembergben. Lakosainak száma 2532 fő (2023. december 31.).

## Népesség
A település népessége az elmúlt években az alábbi módon változott:
| Lakosok száma | 1819 | 2008 | 2145 | 2122 | 2163 | 2296 | 2368 | 2448 | 2351 | 2532 |
|               | 1961 | 1967 | 1974 | 1980 | 1987 | 1993 | 2000 | 2006 | 2013 | 2023 |